# Liaison ferroviaire intercoréenne
 (décembre 2023).
Le rétablissement des liaisons ferroviaires intercoréennes, depuis le 17 mai 2007, représente un important enjeu économique, politique et militaire pour les deux Corée et les puissances étrangères les plus influentes dans la péninsule coréenne : la Chine, les États-Unis, la Russie et le Japon.

## Les positions des différents pays

### La Corée du Nord
Pour la Corée du Nord, une liaison ferroviaire — dont le tracé exact fait encore débat — accroîtrait la coopération intercoréenne, éloignerait Séoul de Washington et offrirait des recettes supplémentaires liées au passage ; toutefois, selon l'article précité, « les conservateurs nord-coréens craignent que les trains étrangers parcourant la RPDC contribuent à l’érosion du régime, ou même soient utilisés comme un instrument d’espionnage ou de subversion. Les Coréens du Nord sont devenus très suspicieux après avoir remarqué la priorité accordée par Séoul à l’information sur leurs chemins de fer au sein du mécanisme consultatif trilatéral entre la Russie, la république populaire démocratique de Corée (RPDC) et la Corée du Sud. 
L’institution militaire se serait ainsi fermement opposée à l’itinéraire traversant les zones sensibles du pays. Ainsi, la route la plus logique, celle franchissant la zone démilitarisée (DMZ) au centre du pays dans les environs de Chorwon (la ligne Kyongwon) et rejoignant la ligne de la mer de l’Est (Donghae) plus loin au nord, a été exclue des négociations de mai 2006 par les Nord-Coréens. 

### La Corée du Sud
En Corée du Sud, outre la question du coût — qui devrait largement incomber à Séoul, mais être contrebalancé par les avantages d'un désenclavement, les arguments hostiles des États-Unis trouvent un écho parmi l'opposition conservatrice.[Quoi ?]

### Les États-Unis
Les États-Unis estiment qu'une telle liaison ferroviaire pourrait constituer un « couloir d'invasion » en cas d'attaque nord-coréenne, et ne sont guère favorables à un projet qui relierait un de leurs principaux alliés économiques et militaires à la Russie et à la Chine.

### Le Japon
Le Japon aurait un intérêt économique à faciliter le débouché de ses marchandises par voie terrestre via la Corée du Sud, mais l'absence de liens diplomatiques avec la Corée du Nord témoigne de la tension de leurs relations.

### La Chine
La Chine appuie plus particulièrement le rétablissement des liaisons ferroviaires intercoréennes pour stabiliser la situation militaire en Extrême-Orient, accroître son influence économique et inciter la Corée du Nord à engager des réformes économiques, à l'instar de la politique qu'elle a conduite depuis la fin des années 1970.

### La Russie
Pour la Russie, la liaison ferroviaire constitue un élément essentiel de sa coopération avec la Corée du Nord, tout en permettant de poursuivre et d'améliorer la liaison par le Transsibérien, ce qui permet d'envisager un éventuel consortium tripartite (les deux Corée et la Russie) pour conduire et financer le projet.

## Le projet avorté demai 2006
La réouverture de la liaison ferroviaire Séoul-Pyongyang aurait dû donner lieu au passage d'un train test — transportant 100 Sud-Coréens et 100 Nord-Coréens — le 25 mai 2006. Elle devrait également permettre le désenclavement de la Corée du Sud et, à terme, une forte diminution du coût de transport des marchandises importées et exportées par la Corée du Sud. À terme, la voie à l’ouest, encore appelée ligne Gyeongui, pourra ainsi relier la Corée du Sud à la Chine, alors que la voie ou le couloir de l’est, appelée ligne Donghae, pourra relier la Corée du Sud à la Russie.
L'annulation, en dernière minute, du parcours d'essai prévu le 25 mai 2006 témoigne du fort enjeu diplomatique que représente aussi le rétablissement des liaisons ferroviaires entre Séoul et Pyongyang :
Selon le vice-ministre de la Réunification sud-coréen Shin Un-sang, « la partie nord-coréenne a affirmé dans un télégramme qu’elle n’est plus en mesure de conduire les essais du chemin de fer comme prévu à cause de l’absence d’accord entre militaires visant à assurer la sécurité des (personnels participant aux) parcours d’essai et de conditions instables au Sud ».

## La liaison assurée le17 mai 2007
À la suite de nouvelles négociations intercoréennes, deux convois — l'un parti du Nord et l'autre du Sud — ont franchi la zone coréenne démilitarisée le 17 mai 2007, pour la première fois depuis cinquante-six ans, dans le cadre d'une opération test.
Chaque train transportait cinquante passagers nord-coréens et cent voyageurs sud-coréens. Parmi eux se trouvait Han Chun-ki, un ancien employé des chemins de fer qui avait accompli la précédente liaison ferroviaire, en 1951 [réf. souhaitée].
Dans l'immédiat, le rétablissement de la liaison ferroviaire doit permettre de desservir deux chantiers sud-coréens situés au Nord.

## Le rétablissement de liaisons régulières directes pour le fret
À l'issue du second sommet intercoréen, organisé à Pyongyang du 2 au 4 octobre 2007, le dirigeant nord-coréen Kim Jong-il et son homologue sud-coréen Roh Moo-hyun ont signé un document commun où ils s'engagent à promouvoir la paix et la prospérité économique dans la péninsule. Dans ce cadre, il est prévu le rétablissement d'une liaison ferroviaire régulière pour le fret.
La liaison a été rétablie le 11 décembre 2007. D'une longueur de 11 km, elle relie la Corée du Sud à la zone industrielle de Kaesong, au Nord, où sont installées des entreprises sud-coréennes.